# Małgorzata Gaweł
Małgorzata Gaweł (zm. 19 lipca 2020) – polska neurolog, dr hab.

## Życiorys
W 1993 ukończyła studia medyczne w Akademii Medycznej w Warszawie, 20 października 2004  obroniła pracę doktorską Ocena przydatności ilościowego badania EEG w diagnostyce choroby Alzheimera i podkorowego otępienia naczyniowego, 25 marca 2015 habilitowała się na podstawie pracy zatytułowanej Elektrofizjologiczne wykładniki uszkodzenia neuronu obwodowego w chorobach neurozwyrodnieniowych i procesie fizjologicznego starzenia.
Była zatrudniona na stanowisku adiunkta w Katedrze i Klinice Neurologii na Wydziale Lekarskim Uniwersytetu Medycznego Warszawskiego.
Zmarła 19 lipca 2020.